# LG Display
LG Display (in coreano: LG 디스플레이) è un'azienda sudcoreana di elettronica del gruppo LG, produttrice di pannelli LCD e OLED.

## Generalità
L'azienda nasce nel 1999 come joint-venture tra la sudcoreana LG Electronics e l'olandese Philips denominata LG.Philips LCD. Nel 2008 la Philips cede parte delle sue azioni divenendo socio di minoranza, e la società cambia nome in LG Display.
È il secondo maggior produttore mondiale di pannelli LCD ed è fornitore di numerose aziende produttrici di televisori e di cellulari. La produzione avviene in tre stabilimenti (Corea del Sud, Cina, Polonia).
Nel 2011 ha sviluppato un nuovo tipo di pannello LCD Full HD con retroilluminazione LED da 47 pollici (LED Edge), che a detta dell'azienda sudcoreana comporterà un risparmio in termini di consumo energetico che scenderebbe a 28 watt.